# Morti nel 2001/Febbraio
| Questa pagina contiene informazioni ricavate automaticamente dalle voci biografiche con l'ausilio del template Bio e di un bot. L'aggiornamento è periodico e automatico e ricostruisce completamente la pagina. Se manca una persona in questa lista, sei pregato di non aggiungerla, ma accertati piuttosto che la sua voce biografica contenga il template Bio e che i dati anagrafici siano correttamente compilati. Se il template Bio manca, inseriscilo tu stesso o, in alternativa, metti l'avviso {{tmp\|Bio}} che ne segnala la mancanza. Se i dati riportati sono sbagliati, correggi direttamente la voce biografica; le modifiche saranno visibili in questa lista entro pochi giorni. Per chiarimenti vedi il progetto biografie. La lista contiene solo le 134 persone che sono citate nell'enciclopedia e per le quali è stato implementato correttamente il template Bio. Pagina aggiornata al 10 ago 2025. |

- 1º febbraio - Ambrogio Magnaghi, pittore e architetto italiano (n. 1912)
- 1º febbraio - Jack Milroy, attore scozzese (n. 1915)
- 1º febbraio - Zorè Sabbadini, calciatore italiano (n. 1906)
- 2 febbraio - Ênio Rodrigues, calciatore brasiliano (n. 1930)
- 2 febbraio - Lino Monchieri, scrittore e attivista italiano (n. 1922)
- 2 febbraio - Freddy Wittop, costumista e ballerino olandese (n. 1911)
- 3 febbraio - Bobby Colburn, cestista statunitense (n. 1911)
- 3 febbraio - Alois Lipburger, saltatore con gli sci austriaco (n. 1956)
- 3 febbraio - Federico Scianò, giornalista italiano (n. 1938)
- 4 febbraio - Sonja Arova, ballerina bulgara (n. 1927)
- 4 febbraio - David Beattie, giudice e politico neozelandese (n. 1924)
- 4 febbraio - Franco Fiorita, politico italiano (n. 1938)
- 4 febbraio - J. J. Johnson, trombonista e compositore statunitense (n. 1924)
- 4 febbraio - Ernie McCoy, pilota automobilistico statunitense (n. 1921)
- 4 febbraio - Elio Quercioli, politico, giornalista e partigiano italiano (n. 1926)
- 4 febbraio - Battista Restelli, presbitero e compositore italiano (n. 1913)
- 4 febbraio - Pasquale Soccio, scrittore italiano (n. 1907)
- 4 febbraio - Livio Fausto Sossass, scultore, pittore e disegnatore italiano (n. 1915)
- 4 febbraio - Tony Steedman, attore britannico (n. 1927)
- 4 febbraio - Iannis Xenakis, compositore, ingegnere e architetto greco (n. 1922)
- 5 febbraio - Elsa Irigoyen, schermitrice argentina (n. 1919)
- 5 febbraio - Piero Rollo, pugile italiano (n. 1928)
- 5 febbraio - Fernando Viola, calciatore italiano (n. 1951)
- 6 febbraio - Antonio Covolo, ciclista su strada, ciclocrossista e dirigente sportivo italiano (n. 1920)
- 6 febbraio - Piero Della Seta, politico, saggista e giornalista italiano (n. 1922)
- 6 febbraio - Steve Halaiko, pugile statunitense (n. 1908)
- 6 febbraio - Folke Lind, calciatore svedese (n. 1913)
- 6 febbraio - Richard William Southern, storico e medievista inglese (n. 1912)
- 7 febbraio - Ettore Asticelli, poeta italiano (n. 1942)
- 7 febbraio - Jean-Paul Beugnot, cestista francese (n. 1931)
- 7 febbraio - Marianne Breslauer, fotografa tedesca (n. 1909)
- 7 febbraio - Dale Evans, attrice e cantautrice statunitense (n. 1912)
- 7 febbraio - Anne Morrow Lindbergh, scrittrice e aviatrice statunitense (n. 1906)
- 8 febbraio - Ivo Caprino, regista norvegese (n. 1920)
- 8 febbraio - Giuseppe Casoria, cardinale e arcivescovo cattolico italiano (n. 1908)
- 8 febbraio - Davide Ignazio Franceschetti, militare italiano (n. 1966)
- 8 febbraio - Walter Generati, ciclista su strada italiano (n. 1913)
- 9 febbraio - Umberto De Angelis, calciatore italiano (n. 1910)
- 9 febbraio - Niccolò Galli, calciatore italiano (n. 1983)
- 9 febbraio - Herbert Simon, economista, psicologo e informatico statunitense (n. 1916)
- 10 febbraio - Ramzan Achmadov, generale russo (n. 1970)
- 10 febbraio - Lewis Arquette, attore statunitense (n. 1935)
- 10 febbraio - Abraham Beame, politico statunitense (n. 1906)
- 10 febbraio - Marcello La Greca, entomologo italiano (n. 1914)
- 10 febbraio - Buddy Tate, sassofonista e clarinettista statunitense (n. 1913)
- 11 febbraio - José Luis Borbolla, calciatore messicano (n. 1920)
- 11 febbraio - Olle Håkansson, calciatore svedese (n. 1927)
- 11 febbraio - Raymond Lewis, cestista statunitense (n. 1952)
- 11 febbraio - Harald-Otto Mors, militare tedesco (n. 1910)
- 11 febbraio - Masao Ōno, calciatore giapponese (n. 1923)
- 11 febbraio - Ferrer Visentini, politico italiano (n. 1910)
- 12 febbraio - Enea Baldini, politico italiano (n. 1924)
- 12 febbraio - Tiberio Mitri, pugile e attore cinematografico italiano (n. 1926)
- 12 febbraio - Franco Pedroni, allenatore di calcio e calciatore italiano (n. 1926)
- 12 febbraio - Herbert Robbins, matematico e statistico statunitense (n. 1915)
- 12 febbraio - Kristina Söderbaum, attrice e fotografa svedese (n. 1912)
- 13 febbraio - Elia Ajolfi, scultore e disegnatore italiano (n. 1916)
- 13 febbraio - Ugo Fano, fisico italiano (n. 1912)
- 13 febbraio - Roser Llop, cestista spagnola (n. 1961)
- 13 febbraio - Mario Stoppino, politologo italiano (n. 1935)
- 13 febbraio - Manuela, cantante tedesca (n. 1943)
- 14 febbraio - Max Charbit, calciatore francese (n. 1908)
- 14 febbraio - Guy Grosso, attore francese (n. 1933)
- 14 febbraio - Richard Laymon, scrittore statunitense (n. 1947)
- 14 febbraio - Alberto Manfredi, pittore e incisore italiano (n. 1930)
- 14 febbraio - Franco Percoco, criminale italiano (n. 1930)
- 14 febbraio - Piero Umiliani, compositore, polistrumentista e direttore d'orchestra italiano (n. 1926)
- 14 febbraio - Helmut Wielandt, matematico tedesco (n. 1910)
- 15 febbraio - Burt Kennedy, regista e sceneggiatore statunitense (n. 1922)
- 15 febbraio - Rino Nanni, politico italiano (n. 1928)
- 15 febbraio - Ricardo Otxoa, ciclista su strada spagnolo (n. 1974)
- 15 febbraio - Folke K. Skoog, botanico svedese (n. 1908)
- 16 febbraio - Mameli Barbara, disegnatore italiano (n. 1908)
- 16 febbraio - Lurlyne Greer, cestista statunitense (n. 1928)
- 16 febbraio - Howard W. Koch, produttore cinematografico, regista e produttore televisivo statunitense (n. 1916)
- 16 febbraio - Giuseppe Fierino Lucchini, pittore italiano (n. 1907)
- 16 febbraio - William Howell Masters, ginecologo e sessuologo statunitense (n. 1915)
- 16 febbraio - Bobby Scarr, cestista canadese (n. 1926)
- 16 febbraio - Helen Vita, attrice e cantante svizzera (n. 1928)
- 17 febbraio - Tina Motoc, romena (n. 1980)
- 17 febbraio - Richard Wurmbrand, presbitero rumeno (n. 1909)
- 18 febbraio - Balthus, pittore francese (n. 1908)
- 18 febbraio - Zdeněk Borovec, scrittore ceco (n. 1932)
- 18 febbraio - Alexander Colin Cole, genealogista inglese (n. 1922)
- 18 febbraio - Dale Earnhardt, pilota automobilistico statunitense (n. 1951)
- 18 febbraio - Arturo La Pegna, produttore cinematografico e produttore televisivo italiano (n. 1928)
- 18 febbraio - Vinicio Marinucci, giornalista, sceneggiatore e regista italiano (n. 1916)
- 18 febbraio - Eddie Mathews, giocatore di baseball e allenatore di baseball statunitense (n. 1931)
- 18 febbraio - Panos Papadopulos, attore greco (n. 1920)
- 19 febbraio - Stanley Kramer, regista e produttore cinematografico statunitense (n. 1913)
- 19 febbraio - Fico López, cestista cubano (n. 1918)
- 19 febbraio - Guy Rodgers, cestista statunitense (n. 1935)
- 19 febbraio - Roland Stoltz, hockeista su ghiaccio svedese (n. 1931)
- 19 febbraio - Charles Trenet, cantautore e paroliere francese (n. 1913)
- 19 febbraio - Gert Wiedenhofen, attore, doppiatore e conduttore radiofonico tedesco (n. 1927)
- 20 febbraio - Harry Boykoff, cestista statunitense (n. 1922)
- 20 febbraio - Gianni Cosetti, imprenditore e cuoco italiano (n. 1939)
- 20 febbraio - Rosemary DeCamp, attrice statunitense (n. 1910)
- 20 febbraio - Nam Sung-yong, maratoneta sudcoreano (n. 1912)
- 21 febbraio - Octávio Barrosa, calciatore portoghese (n. 1920)
- 21 febbraio - Anna Gabriella Ceccatelli, politica italiana (n. 1927)
- 21 febbraio - Kim Jeong-sin, cestista e allenatore di pallacanestro sudcoreano (n. 1919)
- 21 febbraio - José Alí Lebrún Moratinos, cardinale e arcivescovo cattolico venezuelano (n. 1919)
- 21 febbraio - Desmond Leslie, scrittore, regista e compositore britannico (n. 1921)
- 21 febbraio - Franco Petrini, disegnatore italiano (n. 1922)
- 22 febbraio - Robert Enrico, regista e sceneggiatore francese (n. 1931)
- 22 febbraio - John Fahey, chitarrista e compositore statunitense (n. 1939)
- 22 febbraio - Herbert Kupferberg, critico musicale statunitense (n. 1918)
- 22 febbraio - Les Medley, calciatore inglese (n. 1920)
- 22 febbraio - André Pieters, ciclista su strada belga (n. 1922)
- 23 febbraio - Sergio Mantovani, pilota automobilistico italiano (n. 1929)
- 23 febbraio - Shefqet Ndroqi, medico albanese (n. 1912)
- 23 febbraio - Werner Speckmann, compositore di scacchi tedesco (n. 1913)
- 24 febbraio - Charles Auffret, scultore francese (n. 1929)
- 24 febbraio - Delio Bonazzi, politico italiano (n. 1923)
- 24 febbraio - Claude Shannon, ingegnere e matematico statunitense (n. 1916)
- 25 febbraio - A. R. Ammons, poeta statunitense (n. 1926)
- 25 febbraio - Édouard Artigas, schermidore francese (n. 1906)
- 25 febbraio - Donald Bradman, crickettista australiano (n. 1908)
- 25 febbraio - Pietro Di Giacomo, magistrato e politico italiano (n. 1911)
- 25 febbraio - Giovanni Grimaldi, regista e sceneggiatore italiano (n. 1917)
- 25 febbraio - Giorgio Lo Cascio, cantautore e giornalista italiano (n. 1951)
- 25 febbraio - Roberto Mariani, architetto italiano (n. 1938)
- 25 febbraio - L. R. Wright, scrittrice canadese (n. 1939)
- 26 febbraio - Dino Fragni, calciatore italiano (n. 1924)
- 26 febbraio - Duke Nalon, pilota automobilistico statunitense (n. 1913)
- 26 febbraio - Arturo Uslar Pietri, scrittore, politico e diplomatico venezuelano (n. 1906)
- 27 febbraio - Ralf D. Bode, direttore della fotografia tedesco (n. 1941)
- 27 febbraio - José García Nieto, poeta e scrittore spagnolo (n. 1914)
- 27 febbraio - Sandro Merli, attore, regista teatrale e direttore artistico italiano (n. 1931)
- 28 febbraio - Mario Ludovico Bergara, calciatore uruguaiano (n. 1937)
- 28 febbraio - Domenico Carpanini, politico italiano (n. 1953)
- 28 febbraio - Stan Cullis, allenatore di calcio e calciatore inglese (n. 1916)
- 28 febbraio - Charles Pozzi, pilota automobilistico francese (n. 1909)